# 聖剣伝説4
『聖剣伝説4』（せいけんでんせつ フォー）は、2006年12月21日に日本のスクウェア・エニックスから発売されたPlayStation 2用のコンピュータゲームである。

## 概要
本作は『聖剣伝説』シリーズ（以下『聖剣』）のプロジェクト「THE WORLD of MANA」の一環として発売された、3Dのアクションアドベンチャーゲームである。シリーズ初のフル3D作品であり、シリーズで初めてキャラクターのセリフに声が当てられている。欧米では『DAWN of MANA』のタイトルで発売された。
開発もスクウェア・エニックスが行い、製作総指揮は『聖剣』のプロデューサーである石井浩一、シナリオ原案は『クロノ・トリガー』や『ゼノギアス』を担当した加藤正人、キャラクターデザインは『聖剣伝説 LEGEND OF MANA』（以下『LOM』）でサブキャラクターデザインに携わった池田奈緒、音楽は『サガシリーズ』や『新約 聖剣伝説』を担当した伊藤賢治が担当し、メインテーマ曲の「Dawn of Mana」は音楽家の坂本龍一が作曲した。
『聖剣伝説3』以来、11年ぶりのナンバリングタイトルとなる本作のストーリーは「原点回帰」をテーマとしたもので、シリーズ作品においてキーワードとなっている「マナの女神」と「聖剣」が如何にして誕生したかの物語である。ゲームの舞台は「ファ・ディール」と呼ばれる世界の中心にある、全ての生命の母と言われる大樹が聳え立つ島「イルージャ」。イルージャに住む主人公の少年エルディがイルージャと幼馴染の少女リチアを救うため、大樹から授けられた力を用いて、イルージャに侵攻して来る大国「ロリマー」の軍勢と戦うストーリー展開となり、その戦いの果てにリチアが大樹に宿るマナの女神として生まれ変わるまでを描いている。同じく「THE WORLD of MANA」の一作品である『聖剣伝説DS CHILDREN of MANA』（以下『CoM』）と同じ世界の物語でもあり、本作は『CoM』の10年前の物語に位置付けられる。
本作はキャラクターやオブジェクトの動作をHavok社の物理演算ソフトによって制御しており、形状、サイズ、重さ、弾力、摩擦係数などを計算したリアルな動作が特徴である。特にステージ上には「MONO」（モノ）と呼ばれる、種類によって異なる動作をする多種多様な障害物が大量に設置されており、こうしたギミックを活かして敵との戦いを有利に進めることが出来るようになっている。アクションRPGのシリーズとして知られる『聖剣』である本作がアクションアドベンチャーゲームとなった背景には、プレイヤーにキャラクターのレベルアップよりも（プレイヤー）本人のスキルアップを意識させる狙いがあり、キャラクターの経験値やレベルなどのRPG的な概念が省かれており、その他の成長の要素もステージ毎にリセットされるようになっている。
日本ゲーム大賞2006 FUTURE部門 を受賞。

## システム

### 基本システム
システムは以前の聖剣伝説シリーズから一新されており、プレイヤーはステージ上のエルディを操作し、モンスターやボスと戦う。エルディの右腕に寄生した大樹のツタが剣、ムチ、パチンコの3種類の武器に変化し、これが主な攻撃の手段となる。また、冒険に同行する精霊「フィー」がMPを消費してエルディになんらかの効果を与えてくれる「フィー魔法」を使うこともでき、このほかにガードや2段ジャンプなどのアクションを行える。ツタとフィーにはレベルがあり、攻撃力が一定の値に達するとツタレベルが上昇して武器を使って行えるアクションの種類が、MPが一定の値に達するとフィーレベルが上昇して使用できるフィー魔法の種類が増える。
本作には経験値の概念は無いが、メダルアイテムを入手することでエルディを強化できる。メダルには攻撃力を上げるPOWメダル、HPを上げるHPメダル、MPを上げるMPメダルがあり、メダルを入手した時点でエルディの能力値が多少強化される。アイテムにはメダルのほかにお金であるルクや、HPやMPの回復アイテム、特殊な効果を持ったパチンコの弾「精霊の魂」などがあり、パニック状態（後述）の敵を攻撃するほか、敵を倒すと一定確率でドロップされたり、壊したMONOの中から出現することもある。なお、集めたメダルはステージをクリアした時点でルクに換金されて能力値が初期状態に戻るほか、精霊の魂なども次のステージに持ち越されることはない。
ムチで敵やMONOをつかんで他の敵にぶつけたり、精霊の魂の効果などにより、敵を「パニック状態」という状態異常にすることができる。パニック状態の敵はあたふたと動き回ったりその場で立ち止まるだけの無防備な状態となり、通常の状態ではガードの固い敵にも効率的にダメージが与えられるほか、パニック中の敵はダメージを与えるたびにメダルかルクをドロップする。従って、本作ではMONOなどを駆使して敵をパニック状態にしてから倒すのが基本となる。パニック状態は一定時間で解除されるが、繰り返し敵にぶつけるなどすることでパニック状態解除までの時間を加算できる。
エルディを強化する手段はメダルの入手のほか、「エンブレム」というアイテムを装備する方法がある。各ステージは開始前にエンブレムの装備画面が表示され、そのステージ中はそこで装備したエンブレムの効果（攻撃の範囲が広がる、特定の状態異常を防御できるなど）を得ることができる。各エンブレムごとに設定された条件を満たすことでそのエンブレムを入手でき、1度に装備できるエンブレムの数は最大で5つとなる。

### 本編ストーリー
本編ストーリーは、序章を含めて全9章に分けられたチャプターごとに用意されたステージをエルディを操作して進み、ステージ最奥部のボスを倒すことでそのステージはクリアとなり、次のステージに進むという流れでゲームを進める。最終章のステージのボスを倒せばゲームクリアとなる。ステージをクリアするとそのステージをクリアするまでに掛かった時間や受けたダメージなどの成績が「リザルト」として表示され、好成績を収めるとエンブレムを入手できる。本編ストーリーでは序章から順にステージをクリアしていくことになるが、一度本編ストーリーでクリアしたステージは、以降は「SELECT CHAPTER」モードによってそのステージ（またはステージの一部）だけをプレイすることができるようになる。
ゲームの難易度は5段階あり、低難易度でゲームをクリアすると高難易度でゲームを開始することができるようになる。ゲームの難易度が変わるとモンスターのパラメータや行動パターン、アイテムの出現率、リザルトの判定基準などが変化する。難易度は最初（序章）からゲームを始める際に選択し、ゲームのクリアまではその難易度でプレイすることになる。プレイヤーが任意で選択できる難易度は低い順から「EASY」「NORMAL」「HARD」「ULTIMATE」の4つで、難易度EASYで1度全滅してそのステージを最初からやり直す場合のみ、プレイヤーへの救済措置として自動的に難易度が最低難易度の「BEGINNER」に切り替わる。

### チャレンジアリーナ
直接ストーリーとは関係なく、純粋に戦闘だけを楽しむモード。全32ステージが用意されており、本編の進行具合などの条件をクリアしていくことで選択可能なステージが増加する。各ステージのBGMには今までの『聖剣伝説シリーズ』で使われた曲がアレンジされて使用されている。チャレンジアリーナのショップでは本編やチャレンジアリーナで入手したルクを使用して、ペットのたまごやエンブレム等を購入する事ができる。購入したBGMやムービーはオプション画面で鑑賞する事ができる。
チャレンジアリーナの基本ルールは、「ステージ内のモンスターを制限時間内に全滅させる」というシンプルなもの。全滅前にエルディのHPが尽きるか、制限時間が過ぎれば敗北となる。戦闘時、ペットモンスターを最大3体、チャレンジアリーナのショップで購入したMONOを最大3個まで選択しステージに登場させることが出来る。チャレンジアリーナの総合評価には本編の項目のほか、ペットモンスターが倒した敵の数が追加されている。

## ストーリー

### 序章：二人
創世の時代より存在する大樹が存在する聖なる島、イルージャ。島に暮らす「樹の民」達は大樹を信仰し平和に暮らしていた。主人公エルディは、イルージャ島の中心にある大樹のふもとの「樹の村」に住む少年。
エルディはこの村の出身ではなく、幼いころ大陸から流れ着いた孤児である。
そんなことは気にする様子もなく、村の一員として暮らしていた。
ある日、幼馴染のリチアのペットのプックが逃げ出してしまった。
エルディはプックを追いかけてモンスターの棲む森の奥へと足を踏み入れる。
プックを見つけ、ようやく捕まえたエルディは、プックを幼馴染のリチアに渡す。しかし、そんな村に突如、強国ロリマーの軍勢が押寄せ村を占拠されてしまう。異変に気付いたエルディとリチアは守護聖獣の力を借りるため樹の祠へ向かう。

### 1章：精霊と巫女
祠の奥の石碑の間に着くと、エルディは何かの種子を見つける。
エルディが種子を手に取ると、種子からツタが伸びて彼の右手に巻きつき、武器になった。
エルディはこの時知る由もなかったが、彼は大樹に選ばれし者となったのだった。
エルディは、自分の右手が武器になって驚くが、ともかく今は聖獣を探すのが先決であると、エルディたちはさらに奥を目指す。
奥に行く途中、エルディとリチアは小さな幼女の姿をした精霊が生まれ、不思議そうに二人を見つめ。「この人はエルっていうの。わたしはリチア。あなたは？」「エル・・・リチア・・・あなた・・・フィー」「フィー？フィーっていうの？あなた」エルディとリチアがそう聞き返すと精霊の子は目をしばたかせ、フィーという名前が心から気に入ったように何度もその名を声に出しながら、辺りを飛びまわりました。フィーはエルディたちに同行し、力を貸してくれることになった。
祠の最深部は暗く、死者の嘆きがあふれる場所だった。
突如現れた巨大なカニのモンスターがリチアを襲い、エルディは彼女を守るために戦う。
エルディに倒されたモンスターは、「大樹の眠りを妨げてはならぬ。永き大樹のこだまに耳を貸してはならぬ」と言って動かなくなった。
カニは祠の守護者だったようだ。リチアは大樹の根に歩み寄る。
大樹の底から謎の声が聞こえ、リチアに語り掛ける。
「待っていたぞ巫女よ、古の誓いが果たされる日がついに来たのだ」と。
すると、大樹から黒い衝撃波がリチアに向かって走り、リチアは気を失ってしまう。
リチアのそばに駆け寄るエルディだったが、気が付くといつの間にか2人の周りは、ロリマー兵に取り囲まれてしまっていた。

### 2章：森の主
ロリマー兵たちによってエルディとリチアは捕らえられた。
リチアと引き離されたエルディは、大樹の祠へ呼び出された樹の村の村長ビロバと親友のレキウスと共に、ストラウド王の前につれていかれた。
ストラウドはこの島にある魔界への扉を開く方法を教えろ、と村長に問う。
村長は、そんなことをすると「邪精霊タナトス」があふれ出して、世界が闇に飲まれてしまうと拒否する。
ストラウドはリチアを人質に取り、村長を脅す。
リチアを人質に取られたエルディは怒って右手の武器を振り回すが、レキウスに治められる。
ストラウドがリチアを殺すと脅すと、村長は、ふしぎの森の奥深くに、扉の封印するものあると言う。
必要なことを聞きだしたので、村長とエルディたちは解放された。
ストラウドと、彼の側近の仮面の導師は、エルディの右腕に大樹の一部が寄生している事を見抜き、彼に興味を持つ。
一方リチアは捕らえられたまま、ふしぎの森の道案内のためにロリマーのゴーレム兵に同行させられていた。
エルディは、レキウスに村の守護を頼み、リチアを助けるため後を追う。
森の最深部には、老木のような姿をした森の主トレントがいた。
エルディが追いつくと、ゴーレム兵の姿はなく、リチアは森の主トレントと会話していた。
トレントの話では、大樹は果てしない時間の中で、生命の絶望や憎しみや悲しみを吸い寄せてしまったという。それが「滅びのこだま」となって大樹の中に蓄積されてしまったというのだ。魔界への扉を開くことは、滅びのこだまを解放することにつながり、世界を闇と絶望で包むことになる。
千年前に魔界への扉を開いた少女がいたという。
そしてまた、ロリマー王国が同じことをしようとしている。
トレントは扉を封印していたのだが、なぜかリチアが触れるとトレントは苦しみだし、闇に飲まれてしまう。
やがてトレントは、闇の力に取り込まれ、タナトストレントへと変貌してしまう。
エルディはフィーの力を借りてタナトストレントを倒す。
闇の力が抜け、元の姿に戻ったトレントは、その体内に魔剣を封じていた。
それはかつて聖剣であったものが闇の力に染まり魔剣となっていた。
死に瀕したトレントはリチアに大樹の元へ行けと言い、エルディには死の山へ行けと言う。守護聖獣は死の山の大地のあるじのもとにいると言い残し、トレントは魔剣を残して消えていった。
そこへ飛竜のワイバーンに乗った仮面の導師がやってきて、魔剣を奪う。
仮面の導師はリチアとエルディに同行しろと言うが、リチアがエルディを庇い、自分が囮になって彼を逃がした。
その頃、聖なる島イルージャでのロリマー王国の暴挙を聞きつけた各国の主たちは会議を開くが、何もできずにいた。

### 3章：聖獣と大地の顔
エルディとフィーはトレントの遺言にしたがって、死の山の頂上を目指す。
頂上にたどり着くと、岩壁から顔があらわれる。
その顔こそが大地の顔・ガイアであった。
ガイアは、千年前、傷ついた守護聖獣フラミーがここで眠りについたと話してくれた。
その直後、仮面の導師が差し向けたワイバーンがエルディとフィーを襲うが、ガイアも力を貸してくれてエルディはなんとかワイバーンを撃退する。
そのころリチアは、島の海岸にいて、ストラウドと仮面の導師に囚われていた。
ロリマー軍は、港から死の山を大砲で砲撃する。
仮面の導師は、この砲撃で死の山に眠る守護聖獣と、死の山にいるエルディも死ぬだろうと言う。
砲撃を受けてガイアは崩れ落ち、エルディとフィーは逃げ惑う。
すると、エルディたちのいた地面が割れ、そこから守護聖獣フラミーが現れた。フラミーはエルディとフィーをその背に乗せて空へと羽ばたいた。
エルディはフラミーの背で遠ざかる死の山から「巫女を救ってやるのだ。それが世界の唯一の希望となろう」と言うガイアの声を聞いた。
フラミーはエルディたちを背に乗せたまま山を駆け下り、樹の村を占拠していたロリマー兵たちを海岸へと追い払った。
村人たちはロリマー兵を追い出したエルディを歓喜で迎えた。
そして村人たちはロリマー軍への今後の対抗策を考えることにした。

### 4章：リチア
フラミーを村の守護に残し、エルディとフィーはリチアを救出すべく、島の海岸に向かっていった。
だがリチアの姿はなく、そこにはロリマー王国の船も見当たらなかった。
エルディたちはもう1つ先の海岸にロリマー旗艦を見つけ、乗り込んだ。
ロリマー旗艦内を捜索するエルディたちの前に、仮面の導師が現れた。
仮面の導師は、千年前、大樹の奥深に眠る滅びのこだまに魅入られて、魔界の扉を開いたという巫女アニスの話をする。
千年前、一度は開いた扉だったが、ある守人の男と良心に目覚めたアニスによって閉じられたという。
しかし今再びその扉がリチアによって開かれるという。
リチアはそんなことしないとエルディが叫ぶと、仮面の導師はリチアの居場所を告げ、直接リチアに確かめろと言って姿を消した。
仮面の導師の言うとおりの場所へ行くと、リチアが囚われていた。
エルディはリチアの繋がれていた鎖を切るが、リチアは何かに憑かれたように、うわごとを言いつづけており、様子がおかしい。
脱出しようとするエルディたちだったが、既にロリマー旗艦は動き出していた。
エルディはリチアを連れて追っ手の兵をかいくぐり、甲板へ出るとストラウドが待っていた。
ストラウドはトレントの残した魔剣を手に持ち、聖剣の力を試すと言ってエルディに襲い掛かる。
エルディとフィーは、リチアを守りながら戦う。
戦いの最中、明朝エルディたちの村を焼き払うというストラウド。
その時、エルディの右手の剣から光があふれ、彼の左頬に竜の紋章のアザが浮かび上がる。
なぜかそれはストラウドの右頬にあるアザと同じものだった。
戦いの決着はつかず、エルディはストラウドの部下の砲撃を受けて海へと落ちてしまう。
海中に落ちたエルディに対し、ストラウドはなおも集中砲火をあびせる。
それを見たリチアはエルディが死んだと思い、泣き崩れた。
エルディは、フィーに守られ、ケガもなく海岸に打ち上げられていた。
エルディが気を失っている間に、既にロリマー軍による村への総攻撃が始まっていた。
レキウスや村人たち、守護聖獣フラミーも参加して反撃しているが、ロリマー軍の猛攻に苦戦している。そこへ奇妙な戦車に乗って駆けつけたのは、火の国イシュの首領、マイスター・ワッツだった。4つの国のリーダーのなかで彼だけが、イルージャのために立ち上がってくれた。「ここにいたらやられるだけだ。村の奥でむかえうとうぜ」ワッツの呼びかけで、村人たちは避難する。
村長やレキウスら村人たちは大樹の祠に逃げ込み、石碑の間にいた。
そこへリチアとストラウドがやってきた。
ストラウドは、リチアを使って魔界の扉を開いて大樹の石化を解くつもりだった。
村の皆が止めるが、リチアは魔界の扉を開いてしまう。
すると大樹の石化が解け、扉から邪精霊タナトスがあふれ出し、村人たちを妖魔に変えていった。
ストラウドは魔剣を掲げ、開いた扉からタナトスの力を得、妖魔に変わった人々を従えた。
石化していた大樹は闇に染まって蘇り、大樹の上に冥王城が出現する。
そこへエルディが駆けつけ、ストラウドと戦闘になる。
だが、妖魔化したストラウドには敵わない。
フィーはエルディを助けるも、ストラウドによって気絶させられてしまう。ワッツに助けられ、エルディは仕方なく気絶したフィーを抱えてその場から逃げた。
ストラウドはエルディを追う。
誰もいなくなった石碑の間に、仮面の導師が現れる。
彼は両手を広げ、石碑の中から姿を現したリチアに、「おかえり、アニス」と言った。
なんとか逃げ切ったエルディは気絶しているフィーの様子を見ていた。
すると突然フィーの姿が子供の姿から成長し、少女へ変わった。

### 5章：砂漠と友と
リチアが魔界の扉をひらいてから1年後。
世界は邪精霊タナトスに覆われ、あらゆる生き物がタナトスにとりつかれて妖魔と化した。
ストラウドは大樹の冥王城で冥王として妖魔たちを従えていた。
妖魔となった者たちは、残った人間たちを狩っていた。
エルディは、イルージャの島を出て世界各国の残存兵力と共に妖魔に対抗するためレジスタンスを結成していた。
彼は各国の残存勢力に協力を取り付け、イルージャをとりもどすための助力を請うつもりだった。
エルディは、砂漠の国ジャドの城でタナトスを追い払い、協力を仰ぐ予定だった。
城の空中庭園で親友のレキウスと再会するが、既に彼もタナトスにより、妖魔に変貌していた。
レキウスは、タナトスを受け入れれば不老不死になると言い、エルディにも仲間になるよう誘う。
だがエルディはそれを拒絶し、レキウスと戦うことを選択する。
エルディに倒されたレキウスは、死ぬ間際に、3日後にリチアがイルージャで滅びのこだまを解放することを教える。
1年前、魔界への扉は開いたが、滅びのこだまは大樹からは解放されていなかったのだ。
それは、大樹自身が抵抗し、こだまを抑えていたからだった。
イルージャに戻る決意をしたエルディは、イルージャにある塔の遺跡にはタナトスの力を抑える装置があるという言い伝えを知る。
イルージャの島に上陸したエルディはリチアと再会する。
彼女は自分が最後の大樹の巫女であり、全ての生命の根源と世界の真実が見えると語る。
リチアは、ストラウドは真の冥王ではないと断言する。
真の冥王はエルディであり、ストラウドを倒して自分とフィーと3人で世界を統べるべきだと言う。
リチアのいうことを信じられないエルディ。
思わず腕の武器を構えるが、リチアに危害を加えることはできず、エルディはその場から走り去った。

### 6章：愚者と剣
タナトスを抑える装置を作動させるべく、エルディは塔の遺跡に向かう。
最深部の装置を作動させた直後、そこへ仮面の導師が現れる。
仮面の導師と戦い、倒すと、彼はなぜかエルディの腕の武器に力を与えてくれ、自らのことを語る。
彼は千年前、大樹に選ばれし者として聖剣を持っていた。
かつての大樹の巫女アニスの恋人であり、彼女を封じた守人のグランスだった。
アニスが滅びのこだまに精神を操られ、魔界の扉を開いた時、グランスは彼女を正気に戻し、共に扉を閉じた。
しかし、力が足りずに彼の持つ聖剣は闇に飲まれて魔剣となってしまい、アニスは扉と共に封印され、樹は石化してしまった。
グランスもまた力を使い果たし、千年の眠りについたのだった。
エルディがこの島にやって来た時、グランスは目覚め、再びアニスに逢いたいと願った。
それで魔界の扉の封印を解こうと考え、野心溢れるストラウドを利用し、ロリマー王国を動かして聖なる島イルージャへ侵攻したのだ。
トレントの中から出てきたかつての聖剣は、既にストラウドの手に渡っており、魔剣に変わっていた。
グランスは、エルディに、ストラウドが彼の兄だと告げられ驚くエルディ。
グランスはエルディに、ストラウドの元へ行き、闇を照らす光となれ、と言い残し、消えた。

### 7章：希望の戦士たち
装置の作動により、タナトスの力が一時的に抑えられたため、エルディが協力を取り付けた各国の船が次々とイルージャ島へ上陸する。
エルディも各国の兵と協力し魔物を蹴散らしながら、闇に飲まれた森を奥へと進み、大樹の上にある冥王城を目指す。
城へと至る入口付近でエルディたちの前に妖魔となって戦車の身体を得たロリマー軍のゴーレム将軍が立ちはだかり、倒すと自爆して入口を塞いでしまった。
冥王城への道を断たれ、途方に暮れているエルディたちのところへ、守護聖獣フラミーが駆けつける。
フラミーは、エルディたちを背に乗せ、大樹の上にある冥王城へと連れて行ってくれた。

### 最終章：大樹
城の奥へと進むエルディとフィーは、玉座の間でストラウドと対峙する。
実はエルディは、ストラウドの異母弟であり、ストラウドはエルディが弟であることを知っており、昔海に流した弟が、16年も生きていたことに驚いていた。
海に流した理由は忘れたと言ったが、今こうして自分の前に立ちふさがるのならば、赤ん坊の時に殺しておくべきだったとも言う。
リチアもそこにいたが、彼女はアニスと同化していて、さらにタナトス化してメデューサという妖魔の姿になっていた。
リチアと同化したアニスが、エルディをけしかけてストラウドを殺し、彼を新たな冥王にして自分が世界を支配しようとしていたことを知り、ストラウドはアニス（リチア）を魔剣で殺害してしまう。
そして滅びのこだまの解放などどうでもいい、と言い、自分こそが世界の王だと叫ぶ。
リチアを殺されたエルディは逆上し、ストラウドと対決する。
エルディは魔剣ごとストラウドを倒す。
ストラウドは最後まで闇の世界を望み、消え去った。
直後にアニスであるメデューサが復活する。
闇に染まった剣や光の剣では自分は殺せない、とメデューサ＝アニスは言う。
彼女は、リチアはもういないと言い、奥へと消えていった。
エルディはリチアを助けたいと思い、メデューサ＝アニスを追いかける。
途中リチアのペットだったプックを見つける。プックもタナトスに取り込まれていたが、他のタナトスにいじめられていた。エルディとフィーはプックを助けると、プックは彼らを導くように奥へ進んでいく。
プックを追いかけると、行き着いた先にメデューサ＝アニスがいた。
メデューサ＝アニスは、滅びのこだまを完全に解放するためにはエルディの右手にある種子とフィーの力が必要だという。
大樹が生み出した種子と邪精霊と化したフィーがいれば、こだまを解放させまいとする大樹の抵抗を打ち破れるという。
しかし、アニスの中のリチアは、別のことを考えていたとメデューサ＝アニスは語る。
滅びのこだまをその身に蓄積してしまった大樹を再生するために、リチアはひとつの事実を知った。
それは、大樹を再生するには 種子を持つ者がこだまを解放した巫女の体を種子の剣でつらぬくことで、種子と巫女とをひとつにする必要があるということだった。
つまり、リチアはエルディの剣で殺されようとしていたのだ。
その事実をメデューサ＝アニスはエルディに告げる。
そしてメデューサ＝アニスは、共に滅びのこだまを解放するか、滅びのこだまと共にリチアを滅するか、どちらを選択するかとエルディに迫る。
エルディはリチアの想いを組み、メデューサ＝アニスと戦うことを選んだ。
エルディは聖剣でメデューサを倒す。
エルディの聖剣は光だけでなく、グランスからもらった闇の力をも取り込み、清濁併せ持つ真の聖剣となっていたのだ。
倒れたメデューサの体からタナトスが抜けていき、元のアニスの姿に戻る。
エルディは剣で止めを刺そうとするが、プックの叫び声でその手を止める。
その体はアニスと同化しているとはいえ、リチアのもので、プックは主を助けたいと願ったのだった。
エルディが躊躇していると、彼の腕の聖剣が徐々に闇に飲まれていく。
フィーは、リチアは闇に染まった世界は望んでいないと叫び、リチアを貫くように言う。
フィーの声に後押しされてエルディは覚悟を決めると、彼の腕の聖剣は光を取り戻し、リチアの体に剣を突き刺した。
するとどこからか、グランスがアニスを呼ぶ声が聞こえる。
グランスの声に導かれたアニスはリチアの体から離れると、魂となったグランスと共に、2人は昇華していった。
リチアは目を覚ます。
エルディがほっとするのも束の間、リチアは大樹の巫女としての自分の使命を果たすと言う。
フィーもまた、リチアに力を貸すという。
リチアは、エルディの剣だった腕から大樹の種子を受け取り、大樹の根の奥深くへ行くと言う。
大樹の巫女と種子と、そして精霊が揃えば大樹は蘇るのだ。
エルディは嫌だと叫ぶが、リチアとフィーの決意は固く、もう止められなかった。
フィーはリチアを導いて、大樹を再生し、新たな世界を作るために共に大樹の地中深くに降下していった。
やがて冥王城もろとも闇の大樹は崩壊し、新たな大樹の化身であるマナの女神が現れる。
マナの女神は、リチアとフィーの生まれ変わった姿であり、世界を光と精霊で満たし、世界を再興していった。
マナの女神が振り上げた剣が空から大樹の根元に刺さった。
これが未来の聖剣マナの剣となる。
今ここから「聖剣伝説」が始まる。

## キーワード
大樹
イルージャに聳え立つ巨大な樹。世界の始まりから存在し、全ての命の母であるとも言われているが、その実態は魔界の扉へと繋がっており、これが開かれた時、大量の邪精霊で溢れてしまい世界は終わりを迎えてしまう。樹の民でこの事実を知っているのは村長だけである。現在は千年前の呪いによって石化している。
聖剣
エルディの右腕に宿った不思議な種子のツタが姿を変えた剣。剣の他にも、エルディの意志でムチやパチンコに姿を変える。又、トレントが自らの体に隠し持っていた剣「焔王の剣」も、仮面の導師やストラウドに聖剣と呼ばれている。この聖剣は後に魔剣「冥王の剣」へと姿を変えてストラウドが所持する事となる。
ゴーレム
ロリマー軍の主力を担う魔法生物。仮面の導師が作り出した「精霊球」を動力源にして動く。魔法生物ながら人間並みの知能を持ち、会話も可能。槍を持った者や弓を持った者など、用途に合わせて複数のバリエーションがある。
滅びのこだま
人間の負の感情を吸った大樹から生まれたもの。大樹の根元の地中深くに封印されている。
邪精霊タナトス
こだまから生まれた邪悪な力を持つ精霊。生き物に取り付き、不老の妖魔に変えてしまう力を持つ。樹の祠にある魔界の扉の奥に封印されていたが、ストーリー中盤以降に解き放たれる。公式設定資料集によると、本来は8精霊のうちのどれかだったらしい。
竜の紋章
ストラウドの右頬に刻まれている竜の形をした紋章。ロリマー王家では竜の紋章を持つものは武勇に優れたものになるといわれている。またエルディも左頬に同じ紋章が出現するときもある。

## 登場人物
本作はシリーズ初の3Dグラフィックとなったため、過去のシリーズ作品と比較して、デザインの密度、情報量が大きく上がっている。主人公のエルディは完成までに多くのデザインが書き起こされている。また樹の民に属するキャラクターにはモチーフとして花言葉が使われ、デザインコンセプトもその植物をかたどった物になっている。キャラクター名の英語表記は前者が日本語版、後者が英語版。

### 主要人物
エルディ（Eldy / Keldrick）
声 - 柿原徹也
16歳。身長165cm。体重57kg。
本作の主人公。聖なる大樹のふもとの「樹の村」に住む孤児の少年。リチアやフィー、レキウスからは「エル」という愛称で呼ばれる。イルージャ島を、そしてリチアをロリマー軍から救うため尽力するが、やがて世界中を闘争に巻き込む。樹の村の出身ではないため他の樹の民とは違い守護植物を持たないが、リチアからもらった「守護聖獣の羽」を身につけている。ロリマー兵襲撃に際して向かった樹の祠で、剣やムチに形を変える不思議なツタが右腕に宿る。モチーフは「蔦」。正体はストラウドの腹違いの弟で、感情が昂ぶるとストラウドと同じ竜の紋章が一時的に左頬に出現する。
リチア（Ritzia）
声 - 紗川じゅん
16歳。身長159cm。体重46kg。
本作のヒロイン。エルディの幼馴染。漁や収穫の祈願を行う大樹の巫女。巫女の証である「たいじゅのいのり」という守護植物を持つ。樹の祠の奥にあるかばねどころで大樹の根に触れ、それ以来様子がおかしくなってしまう。モチーフは「一輪草」。
フィー（Faye）
声 - 落合祐里香
幼い少女の姿をした精霊の子。樹の祠でエルディとリチアに出会い、冒険の手助けをする。5章以降は成長した姿になり、口調も一気に変わる。ただし、彼女の台詞は全編を通じて漢字は全くと言っていい程に使われていない。
ストラウド（Stroud）
声 - 近藤隆
強大な軍事力をもつロリマー王国の王。生後すぐに父王の王妃であるストラウドの母は失っており、彼が5歳の頃に父王と第二王妃との間に弟（エルディ）が生まれたことを知り、やがて心が闇と嫉妬に染まり、弟に対し死んでしまえと弟を海に投げ捨ててしまう。その後は父王亡き後、僅か7歳にして王位を継いだ。魔界の力を求め、魔界の扉が封印されているイルージャへ侵攻する。非常に高慢な性格をしており、目的の為なら他者や世界がどうなろうと構わないと豪語し、後の「大災厄」を引き起こす要因の1つを担った。
ちなみに聖剣伝説3に登場する黒の貴公子は、ストラウドが転生した姿という裏設定が存在しており、『TRIALS of MANA』の担当声優も同じ。
レキウス（Lekius）
声 - 石原浩樹 / 千葉翔也（EoM）
樹の村の自警団に当たる「守人」に所属する少年で、エルディとリチアの幼馴染。エルディとリチアからは「レック」という愛称で呼ばれる。守人の中でも随一の弓の名手で、ロリマー軍のゴーレム兵を相手に奮戦する。守護植物は「タビビトノキ」。魔界の扉が開かれた際に邪精霊に憑依されタナトスレキウスと化し、身も心も妖魔となってしまい、世界を滅ぼそうとするリチアに忠誠を誓う。ジャドの最上階では大樹の種子を奪うため、エルディと対峙する。

### 樹の民・イルージャ島の人物
村長ビロバ
声 - 長嶝高士
樹の村のリーダーで、赤ん坊のエルディを拾い、息子のように育てた。ゲーム中は村長という表記で統一されており、ビロバという名前は後に発売された設定資料集で明かされた。モチーフは「銀杏」。
プック
群れから逸れたイタズラ好きなラビ。リチアに拾われる。終盤でタナトスラビとして妖魔化した姿でエルディの前に姿を現すが、襲う素振りは見せず、リチアのいる場所へと導いた。
チット
エルディ達をトレントのもとへ案内してくれるポロン族。

### 氷の国ロリマーの人物
仮面の導師 / グランス
声 - 大川透
仮面で顔を隠したロリマーの軍師。ストラウドにより軍師に抜擢された。現在では廃れてしまっている精霊魔法に精通しており、ゴーレム兵の動力源である精霊球を作り出した。大樹が石化しはじめた1000年前の時代についても詳しい。『聖剣伝説3』の仮面の道士と通り名が同じ（ただし「どう」の漢字は異なる）だが、直接の繋がりはない。モチーフは「朝顔」。
第六章ではボスとして登場し、精霊の力を使い戦う。正体は1000年前のアニスの恋人である「グランス」。エルディがイルージャ島へ訪れた時と同時に目覚める。エルディに敗北した後、例え別人になっていたとしてもアニスに会いたかったがためにストラウドに手を貸した旨を明かし、兄であるストラウドの元へ向かうよう伝えた後に消滅した。
ゴーレム将軍
声 - 髙階俊嗣
ストラウドの忠実な配下のゴーレム。他のゴーレム達より巨大で、ゴーレムたちを束ねる存在。第七章では彼が妖魔化した「タナトスゴーレムジェネラル」がボスとして登場する。通常は人型だったが、この時の姿は戦車のような下半身になる。雑誌掲載時は「妖魔将軍」と紹介されていたが、これは後半の妖魔化した姿を紹介されたためである。

### 各国の王
マイスター・ワッツ
声 - チョー
火の国イシュの王。各国の王の中ではただ一人直接登場し、自前の戦車を駆りエルディと共に戦う。『CHILDREN of MANA』にも登場。
ブラザー・モティ
砂の国ジャドの王。『CHILDREN of MANA』にも登場。本作では名前のみの登場。
ミリオネア・ニキータ
緑の国ウェンデルの王。『CHILDREN of MANA』にも登場。本作では名前のみの登場。
レディ・ルサ・ルカ
水の国トップルの女王。『CHILDREN of MANA』には登場しないが、存命とのこと。本作では名前のみの登場。

### 精霊
ノーム
声 - 井上和彦
地を司る精霊。精霊の魂は着弾点を中心に引き寄せる効果がある。
ウンディーネ
声 - 中山依里子
水を司る精霊。精霊の魂は凍結効果がある。
サラマンダー
声 - 金田晶代
火を司る精霊。精霊の魂は炎上効果がある。
ジン
声 - たかはし智秋
風を司る精霊。精霊の魂は着弾点を中心に吹き飛ばす効果がある。
ドリアード
声 - 藍川千尋
木を司る精霊。精霊の魂は睡眠効果がある。
ルナ
声 - 川瀬晶子
月を司る精霊。精霊の魂は混乱効果がある。
ウィスプ
声 - 大野藍子
光を司る精霊。精霊の魂は目くらまし効果がある。
シェイド
声 - 滝知史
闇を司る精霊。精霊の魂は毒効果がある。

### その他
トレント
声 - 佐藤正治
イルージャ島のふしぎの森に根づいている巨木。植物ながら人間の言葉をしゃべることができる。長きに渡り穢れた聖剣を体の中に封じ込めていた。仮面の導師とは面識がある模様。エルディが彼の元へ辿り着いた際、目の前で穢れた聖剣の力が目覚めてしまい、タナトストレントへと変貌してしまう。エルディに倒され、穢れた聖剣を吐きだしたことで一時的に元の姿に戻ったが、体は既に限界を迎えており、エルディに守護聖獣が死の山にいることを伝え消滅した。
ガイア
声 - 楠見尚己
死の山脈の頂上にいる生きた岩。トレント同様、人間の言葉を話す事ができる。
フラミー
4枚の羽根を持った純白の守護聖獣。樹の祠にいるといわれていたが、実際は死の山脈で1000年前の傷を癒すためガイアの手で封印されていた。過去の聖剣伝説シリーズにも何度か登場したが、本作では噛み付いたり、口からレーザーを発射するなどの攻撃も行う。
アニス
声 - 小松由佳
魔界の扉を開いた、千年前の大樹の巫女。その時は思いとどまり、魔界の扉を封印したらしい。モチーフは「アネモネ」。『聖剣伝説 LEGEND OF MANA』や『聖剣伝説3 TRIALS of MANA』の設定に大魔女アニスという人物が存在するが、それらとの関連は触れられていない。冥王城の最深部ではラストボス「メデューサ」として登場する。

## 評価
日本では発売から10日後の2006年末までに22万9000本を売り上げ、発売週にはPS2のトップセラーとなった。2008年11月時点で34万本の売り上げとなっている。北米では2007年11月までに7万本を販売した。
本作は幅広く悪い評価を受け、最高100点満点中30から80点がつけられている。レビュアーはグラフィックとキャラクターデザインを賞賛、GameSpotのケヴィン・ヴァンオールトはそれをカラフルでプリティーだと言い、パーティクルエフェクトを賞賛した。GameTrailersのレビュアーは「ゲーム内のゴージャスなシネマティックス」に注目した。GameSpyのゲイブ・グラツィアーニもレビューで映画のような引き込まれるハイライトを「レンダリングが美しく、アニメーション化されている」とした。IGNのジェフ・ヘインズは3D環境の大きさや自由度が好ましく、キャラクターモデルと並び賞賛に値するとした。1UP.comのアンドリュー・フィッチは「キャンディーコーティングされたグラフィックは魅力的」だとした一方、レベルの設計を「カオス」と述べている。Game Informerのジョー・ジュバとマット・ミラーは環境が「プリティーで当たり障りがない」としたが、他のグラフィックの自由さを賞賛した。RPGamerのマイケル・ベケットは「本作のビジュアルスタイルは非常に印象的」で特にキャラクターデザインとカラーパレットを賞賛した。音楽も賞賛され、ケヴィン・ヴァンオールトは「サウンドデザインが圧巻」と言い、GameTrailersのレビュアーは本作には「ゲームのあらゆる瞬間を満たす充実したサウンドトラック」があるとした。マイケル・ベケットも音楽を賞賛、過去作のBGMのオーケストラを再利用していることに注目した。
ゲームプレイは1UP.com,のフィッチのような批評家には批判されたが、キャラクターの能力がエリアごとにリセットされることと、メダルを収集するための「ばかげた」「退屈」なシステムへの批判についてGameSpotのケヴィン・ヴァンオールトは反論した。GameTrailersのレビューではエリアごとにキャラクターの能力がリセットされてしまうことはゲームから達成感をなくすと付け加えた。IGNのヘインズは周りの敵を攻撃するターゲッティングシステムの問題点を発見、効果的でないとし、レベリングシステムとゲームマップを批判した。GameSpyのグラツィアーニもターゲッティングシステムは本作最悪の欠陥だと感じ、ヘインズも述べたカメラワークにも苦言を呈した。フィッチとヴァンオールトは物理エンジンのHavokの制御に焦点を当てて批判した。エンジンが使いこなれておらず、プレイヤーは制御不能にしたと感じたとしている。オブジェクトを投げたりジャンプセクションでキャラクターのコントロールは容易ではなかった。Game Informerのジュバは物理エンジンを使いこなせておらず、「馬鹿馬鹿しいほど不親切」と感じたとした。
ストーリーも目立ったものではなかった。ゲイブ・グラツィアーニは「使い古された」「ファンサービス」と言い、フィッチは「はてしない物語のパクリ」とみなしたが、魅力的であるともした。RPGamerのベケットは＾「多少使い古された少年と少女の物語」ではあるが「よくある結末ではない」ことを指摘した。だがGame Informeのジュバは「面白いプロット」であるとした。ヴァンオールト個人によるものとGameTrailersでのヴァンオールトのレビュー両方でキャラクターの魅力を賞賛、彼らが独創的なプロットを補っているとした。全体的にいくらかの批評家は本作を過去作とは相違点が多いが、それを取り去っただけでは足りないとした。評価が高めのファミ通クロスレビューでもゲームプレイが変化したことがプレイヤーを混乱させるとしている。ゲーマガでは満足度ランキング横丁のコーナーで2009年に読者投票として行われた「期待外れだったゲーム」で10位中3位にランクインしている（票数は不明）。

## スタッフ
- プロデューサー / ディレクター / 製作総指揮 - 石井浩一
- シナリオ原案 - 加藤正人
- メインキャラクターデザイン - 池田奈緒
- 音楽 - 伊藤賢治、関戸剛、祖堅正慶、仲野順也
- メインテーマ「Dawn of Mana」 作曲 - 坂本龍一

## 関連商品
書籍
- 『聖剣伝説4 マナの導きと樹の剣の書』（2006年12月発売、Vジャンプ編集部）ISBN 4-08-779402-4
- 『聖剣伝説4 OFFICIAL WORLD MAP GUIDE』（2007年1月25日発売、スクウェア・エニックス）ISBN 978-4-7575-1914-5
- 『聖剣伝説4 解体真書』（2007年2月22日発売、スタジオベントスタッフ）ISBN 978-4-7577-3413-5
- 『聖剣伝説4&CHILDREN of MANA 公式設定資料集』（2007年6月15日、株式会社メディアワークス）ISBN 978-4-8402-3877-9

その他
- 聖剣伝説4 Original Soundtrack -Sanctuary-（2007年1月24日発売、販売元：ソニー・ミュージックエンタテインメント）
- 『image7』坂本龍一と宮本文昭の演奏によるメインテーマ（録りおろし）が収録されている